# Bandera de l'Argentina
La bandera nacional de l'Argentina és, juntament amb l'escut nacional, l'himne nacional i l'escarapel·la, un dels quatre símbols nacionals d'aquest país.
La seva creació correspon a Manuel Belgrano, qui la va dissenyar amb els colors blau i blanc de l'escarapel·la nacional; si bé més tard va tenir algunes modificacions, i sent la seva data de defunció el 20 de juny, el dia de la bandera argentina.
Va ser enarborada per primera vegada a Rosario, el 27 de febrer de 1812:
Adoptada oficialment com a símbol de la República Argentina el 29 de juliol de 1816.

## Descripció

### Franges
Es troben tres franges de proporcions 1:1:1, sent la inferior i la superior de color celest i la central de color blanc.

### Sol
Al centre de la bandera, a la franja blanca, es troba un sol, anomenat Sol de Maig, el qual és de color groc i amb una vora marró. Té 32 raigs, 16 rectes i 16 ondulats simètricament.
El 16, la Llei 23.208 sobre Símbols Patriòtics va eliminar l'existència de les dues banderes i va decretar que l'única bandera argentina és la que porta el sol. És així com avui el sol inca brilla al centre de la bandera allà on onegi.
La Llei 23.208, a més, estableix el dret d'ús com a Bandera Oficial de la Nació per al Govern nacional, els governs provincials, el de la Ciutat Autònoma de Buenos Aires, les municipalitats i comunes, les reparticions oficials, els particulars i les institucions civils.
Finalment, amb motiu de les celebracions del bicentenari de la Revolució de Maig, el Decret 1650/2010 va fixar les seves mesures, característiques de la tela, colors i accessoris, és a dir, els paràmetres als quals s'ha d'adequar tot exemplar d'ús oficial.
Les mesures de la bandera oficial són 1,40 m de llarg per 0,90 m d'alt (és a dir, una proporció 9/14).

### Simbolisme dels colors a la bandera
El significat dels colors de la bandera és discutit. Algunes opinions sostenen que el blanc representa la plata (en al·lusió al nom poètic del territori; Argentina), mentre que les franges celestes poden representar el cel o bé les aigües del Río de la Plata. Altres consideren que els colors representen el mantell de la Verge Maria, en la seva advocació de la Immaculada Concepció, o bé l'Escut de Buenos Aires Tanmateix, no hi ha cap evidència que doni suport a aquestes interpretacions. Segons el mateix Belgrano, prové de l'escarapel·la creada dies abans, la qual lluïa els colors celest i blanc de la Casa de Borbó espanyola, al seu torn presos del mantell de la Immaculada. Les tropes patriotes, en efecte, reivindicaven la seva fidelitat al rei absent.
Pel que fa al Sol de Maig, afegit pel Congrés de Tucumán, i utilitzat fins a la segona meitat del segle xx només a la bandera major o de guerra, representa l'Inti dels inques, el déu solar andí. Això reivindicava el desaparegut Tahuantinsuyu, vist pels patriotes com un antecedent de la seva llibertat, i es relacionava amb el projecte de coronar un descendent dels inques com a sobirà de les Províncies Unides